# Sten Bonnesen
Sten Bonnesen, född 11 oktober 1886 i Malmö, död 12 november 1965, var en svensk historiker.
Bonnesen blev student vid Lunds universitet 1906, filosofie kandidat 1910, filosofie licentiat 1916 och filosofie doktor 1918. Han blev docent vid Lunds universitet samma år och kallades 1925 till professor i Dorpat, men avböjde uppdraget.
Bonnesen var från 1924 utgivare av Karolinska förbundets årsbok. Bland hans skrifter märks Studier över August II:s utrikespolitik (1918-24), Peter den store (1925), samt Stormaktstidens senare skede i Svenska folkets historia. Bonnesen var även medarbetare under signaturen S. Bsn i Svensk uppslagsbok.